# 雅河街道
雅河街道是中华人民共和国辽宁省鞍山市岫岩满族自治县下辖的一个街道办事处。2019年12月，撤销仙人咀街道，下辖的5个村成建制划入雅河街道。

## 行政区划
雅河街道下辖以下村级行政区划单位：
洪家堡村、双泉村、于岭村、巴家堡岭村、同心村、花园村、河北村、西老爷庙村、胡家堡村和仙人咀村。